# 줄리오 바세

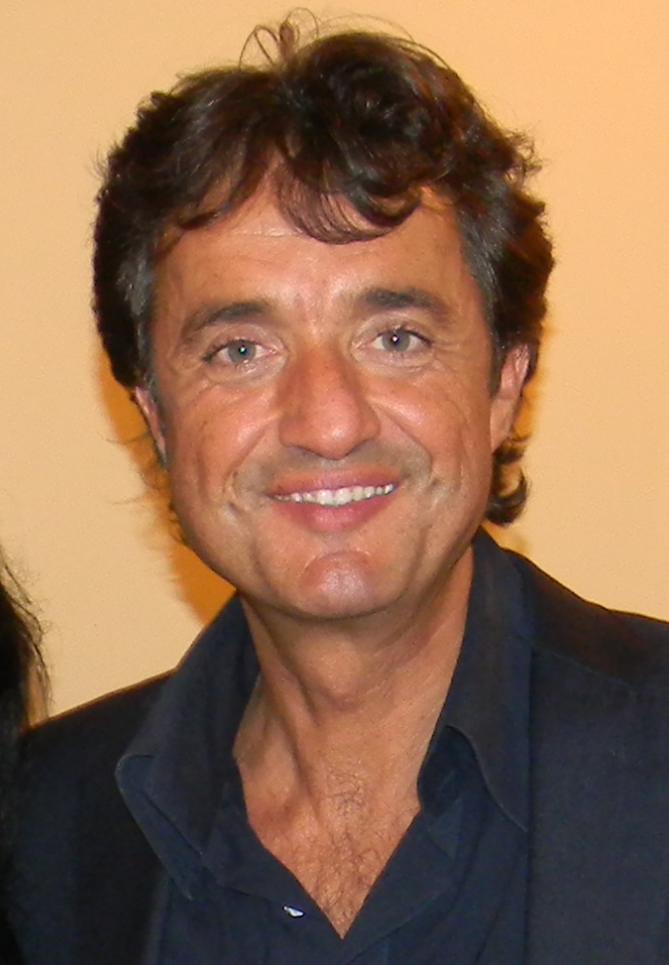

줄리오 바세(Giulio Base, 1964년 12월 6일 ~ )는 이탈리아의 영화 감독이다.
토리노에서 태어났다.

## 영화
- 아나키스트 뱅커 (2018년)
- 더 프리터 (2014년)
- 미오 파파 (2014년)
- 인콰이어리 (2006년)
- 교황 요한 바오로 2세 (2005년)
- 러브 스파이 (2001년) - 아르투로 빅토르 안젤리 역
- 푸줏간 여인 (1998년)
- 나의 즐거운 일기 (1994년)
- 크랙 (1991년)